# Modena Baseball
Il Modena Baseball Club è una delle squadre di baseball della Serie A.
Per motivi di sponsorizzazione è ora nota come "Comcor Engineering Modena Baseball Club".

## Storia
La squadra è stata fondata nel 1966 con il nome di Junior Modena Baseball Club, da Flavio Pivetti che assumerà anche la carica di presidente sino al 1977. Leo Novi, che ha contribuito alla nascita della squadra (e storico dirigente del Modena Volley), ne è stato l'allenatore sino al 1971.
Ha partecipato a numerosi tornei della massima serie del campionato nazionale. Come miglior piazzamento ottenne una finale nella Serie A1 2003, persa contro la Fortitudo Baseball Bologna. Nel 1998 e nel 1999 ha vinto la Coppa CEB prima a Mosca e poi a Pamplona, mentre nel 2000 ha perso la finale con Nettuno. Dal 2006 la squadra partecipa al campionato di Serie A2 allenata da Marcello Malagoli (ex ricevitore di Modena e della nazionale alle Olimpiadi di Atene 2004).
Oltre alla prima squadra, sullo stesso campo è gioca anche lo Junior Modena B.C. che milita nel Campionato di Serie C, e tutto il settore giovanile.
Modena è una delle poche città italiane a poter disporre di tre campi da gioco nello stesso impianto sportivo. Per questo motivo dal 2017, è sede delle fasi finali nazionali delle categorie Under 18, Under 15 e Under 12 che, in un unico weekend giocano contemporaneamente sui tre campi per contendersi lo scudetto delle rispettive categorie.
Nel 2021, per effetto dell'unione di Serie A1 e Serie A2 nella nuova Serie A, viene ammessa nuovamente nel campionato di massimo livello. Dopo aver mantenuto agevolmente la categoria per due anni, nel 2023 riesce a tornare ai playoff scudetto dopo vent'anni, venendo sconfitta ai quarti di finale da San Marino.

## Palmarès
- Coppa CEB: 2

1998, 1999

### Altri piazzamenti
- Serie A1

Finalista: 1 (2003)
- Coppa CEB:

Finalista: 1 (2000)